# Реальные парни (фильм)
«Реа́льные па́рни» (англ. Stand Up Guys) — криминальная комедия режиссёра Фишера Стивенса. Мировая премьера состоялась в ходе 48-го Международного кинофестиваля в Чикаго.

## Сюжет
Действие картины на протяжении 24 часов происходит в современном Лос-Анджелесе. Отбыв 28 лет тюремного заключения за убийство сына босса местной мафии, на свободу выходит Вэл. В давней перестрелке участвовали несколько гангстеров, и роковой могла стать пуля из любого пистолета, но Вэл тогда взял всю вину на себя. Его встречает старый друг и сообщник Док. Док имеет прямой заказ от мстительного мафиози на убийство освободившегося товарища. После посещения борделя, угона машины и ухода от полиции гангстеры решают вернуть былую криминальную славу и с оружием в руках по-своему восстановить справедливость.

## В ролях
- Аль Пачино — Вэл
- Кристофер Уокен — Док
- Алан Аркин — Хирш
- Джулианна Маргулис — Нина Хирш
- Марк Марголис — Клабхэндс
- Ванесса Ферлито — Сильвия
- Эддисон Джэйн Тимлин — Алекс
- Люси Панч — Венди
- Кэтрин Уинник — Оксана

## Художественные особенности
Смешение бадди-муви и боевика-триллера, в меру грубая, развлекательная гериатрическая комедия о пенсионерах-бандитах.— еженедельник «Variety»

## Саундтрек
OST основан на классических блюзовых и R'n'B-песнях, но с интереснейшим бонусом в виде пары треков от Джона Бон Джови, записанных специально для фильма. Саундтрек можно отнести к «тарантиновской» школе отбора музыки, когда саундтрек может существовать независимо от фильма, то есть как сборник отдельно подобранных треков. Музыку к фильму написал американский гитарист Лайл Воркман.
Список композиций:
1. Baby Huey and The Babysitters — Hard Times
2. Jon Bon Jovi — Old Habits Die Hard
3. Gary Clark Jr. — Bright Lights
4. Jon Bon Jovi — Not Running Anymore
5. Wayne Cochran & CC Riders — Get Down With It
6. Charles Bradley featuring Menahan Street Band — How Long
7. Elvin Bishop — Fooled Around and Fell In Love
8. Lyle Workman — Stand Up Guys
9. Sharon Jones & the Dap-Kings — Give It Back
10. Muddy Waters — Hoochie Coochie Man
11. Sam and Dave — When Something Is Wrong With My Baby
12. Lyle Workman — I Was Painting You
13. Leroy Reynolds — Love From Above
14. Rex Garvin and The Mighty Cravers — Sock It To ‘Em JB (Pt. 1)
15. Lyle Workman — Chew Gum Or Kick Ass

## Критика
Мнения профессиональных обозревателей заметно разделились. Джордан Хоффман — киновед сайта film.com, сравнивает настоящий фильм с картиной 1986 года «Крутые ребята» с Бёртом Ланкастером, Кирком Дугласом и Илаем Уоллаком в главных ролях, и считает результат сопоставления разочаровывающим, хотя и не в крайней степени. «The Hollywood Reporter» напротив называет ленту «выдающимся представлением от Пачино, Уокена и Аркина, которым ветераны доказывают, что шаркающая походка ещё не повод упасть».
Многочисленные обвинения в пошлости вызывает сцена и последующие эпизоды, связанные с использованием героем Аль Пачино повышенной дозы Виагры. Очень жёстко об этом высказывается обозреватель «The Village Voice»:

Кто-нибудь, сохраните непорочность Дастина Хоффмана. Аль Пачино уже претерпел в «Реальных парнях» унижение, аналогичное пережитому Робертом Де Ниро в «Знакомстве с Факерами». Такое впечатление, что Голливуд не удовлетворится, пока не напичкает лекарством для эрекции всех актёров — лидеров 1970-х. <…> Спасибо Господу, что во времена фильмов «Старые ворчуны» или «Комики» виагра ещё не была поводом для шуток.